# Markus Rautio
Eino Markus Rautio est un journaliste de radio finlandais né le 17 mai 1891 à Helsinki et mort le 14 février 1973. De 1927 à 1956, il animait à la Radio nationale de Finlande une émission pour les enfants Markus-sedän lastentunti : "L'heure des enfants avec l'Oncle Markus" (Markus-setä). C'est lors de son émission qu'il a affirmé que le Père Noël (Joulupukki en finnois) habitait en Laponie finlandaise sur la Montagne de l'Oreille (Korvatunturi) : en effet, c'est là qu'il peut tout entendre pour savoir qui a été sage et qui ne l'a pas été.
Le thème a ensuite été repris par Mauri Kunnas dans ses livres sur Noël : le Père Noël y vit dans un village isolé au flanc de la colline, avec ses lutins et ses rennes.